# Statistiques et records de l'équipe du Portugal de football
Cet article contient les statistiques et records de l'équipe du Portugal de football.

## Équipe

### Premiers matchs
- Premier match international :  Espagne-Portugal  (3-1) : (18 décembre 1921 à Madrid).
- Premier match à l'Estádio do Lumiar :  Portugal-Espagne  (1-2), le 17 décembre 1922.
- Premier match à l'Estádio Nacional do Jamor :  Portugal-Espagne  (2-2), le 11 mars 1945.
- Premier match à l'Estádio do Dragão : Portugal-Grèce  (1-2), le 12 juin 2004.
- Premier match à l'Estádio da Luz : Portugal-Russie  (2-0), le 16 juin 2004.
- Premier match à l'Estádio José Alvalade XXI : Portugal-Espagne  (1-0), le 20 juin 2004.

### Plus larges victoires et défaites
| Records                               | Score                   | Adversaire                        | Date                                                         | Lieu                                   |
| ------------------------------------- | ----------------------- | --------------------------------- | ------------------------------------------------------------ | -------------------------------------- |
| Général                               |                         |                                   |                                                              |                                        |
| Plus large victoire                   | 9 – 0                   | Luxembourg                        | 11 septembre 2023                                            | Loulé                                  |
| Plus large victoire à domicile        | 9 – 0                   | Luxembourg                        | 11 septembre 2023                                            | Loulé                                  |
| Plus large victoire à l'extérieur     | 0 – 7                   | Liechtenstein                     | 15 août 1995                                                 | Eschen                                 |
| Plus large victoire en terrain neutre | 7 – 0                   | Corée du Nord                     | 21 juin 2010                                                 | Le Cap                                 |
| Plus large défaite                    | 0 – 10                  | Angleterre                        | 25 mai 1947                                                  | Oeiras                                 |
| Plus large défaite à domicile         | 0 – 10                  | Angleterre                        | 25 mai 1947                                                  | Oeiras                                 |
| Plus large défaite à l'extérieur      | 0 – 9                   | Espagne                           | 11 mars 1934                                                 | Madrid                                 |
| Plus large défaite en terrain neutre  | 4 – 0                   | Allemagne                         | 14 juin 2014                                                 | Salvador                               |
| Coupe du monde                        |                         |                                   |                                                              |                                        |
| Plus larges victoires                 | 7 – 0                   | Corée du Nord                     | 21 juin 2010                                                 | Le Cap                                 |
| Plus large défaite                    | 4 – 0                   | Allemagne                         | 14 juin 2014                                                 | Salvador                               |
| Euro                                  |                         |                                   |                                                              |                                        |
| Plus large victoires                  | 0 – 3 3 – 0 0 – 3       | Croatie Allemagne Hongrie Turquie | 19 juin 1996 20 juin 2000 15 juin 2021 22 juin 2024          | Nottingham Rotterdam Budapest Dortmund |
| Plus large défaites                   | 2 – 0 4 – 2 2 – 0       | Suisse Allemagne Géorgie          | 15 juin 2008 19 juin 2021 26 juin 2024                       | Bâle Munich Gelsenkirchen              |
| Coupe des Confédérations              |                         |                                   |                                                              |                                        |
| Plus larges victoire                  | 0 – 4                   | Nouvelle-Zélande                  | 24 juin 2017                                                 | Saint-Pétersbourg                      |
| Plus large défaite                    | 0 – 0ap 0 – 3tab        | Chili                             | 28 juin 2017                                                 | Kazan                                  |
| Ligue des Nations                     |                         |                                   |                                                              |                                        |
| Plus large victoires                  | 5 – 1 4 – 0 0 – 4       | Pologne Suisse Tchéquie           | 15 novembre 2024 5 juin 2022 24 septembre 2022               | Porto Lisbonne Prague                  |
| Plus large défaites                   | 0 – 1 1 – 0 0 – 1 1 – 0 | France Suisse Espagne Danemark    | 14 novembre 2020 12 juin 2022 27 septembre 2022 20 mars 2025 | Lisbonne Genève Lisbonne Copenhague    |

### Séries
- Série de victoires : 11 victoires consécutives (du 23 mars 2023,  Portugal-Liechtenstein  : 4-0, à Lisbonne, au 21 mars 2024,  Portugal-Suède  : 5-2, à Guimarães).
- Série de matchs sans défaite : 19 matchs consécutifs (du 26 mars 2005 au 1er juillet 2006 et du 11 février 2009 au 25 juin 2010).
- Série de défaites : 7 défaites consécutives (du 11 juin 1957 au 21 mai 1959 et du 4 juin 1961 au 7 novembre 1962).
- Série de matchs sans victoires : 13 matchs consécutifs (du 22 mai 1949 au 27 septembre 1953).
- Série de matchs avec un but : 17 matchs consécutifs (du 8 juillet 2006 au 17 novembre 2007).
- Record d’invincibilité (aucun but encaissé) : 8 rencontres consécutives (du 14 octobre 1998 au 18 août 1999 - 770 minutes).

### Affluences et audiences
- Plus forte affluence à domicile : 105 000 spectateurs pour  Portugal-Estonie  : 3-0 (à l'ancien stade de Luz, le mercredi 10 novembre 1993).
- Plus forte affluence à l'extérieur : 180 000 spectateurs pour  Brésil-Portugal  : 2-0 (au Stade Maracanã de Rio de Janeiro le 11 juin 1957).
- Plus forte audience pour un match télévisé : 22,2 millions de téléspectateurs pour  Portugal-France  : 0-1 (demi-finale de la Coupe du monde 2006), avec un pic d'audience à 25 114 880 spectateurs au moment du coup de sifflet final.

## Joueurs

### Titres

#### Nombre de titres
| Rang | Joueur            | Poste     | Période   | Titres | Trophées                                                    |
| ---- | ----------------- | --------- | --------- | ------ | ----------------------------------------------------------- |
| 1    | Cristiano Ronaldo | Attaquant | 2003-     | 3      | Euro 2016 · Ligue des nations 2019 · Ligue des nations 2025 |
| 2    | João Moutinho     | Milieu    | 2005-2022 | 2      | Euro 2016 · Ligue des nations 2019                          |
| 2    | Pepe              | Défenseur | 2007-2024 | 2      | Euro 2016 · Ligue des nations 2019                          |
| 2    | Rui Patrício      | Gardien   | 2010-2024 | 2      | Euro 2016 · Ligue des nations 2019                          |
| 2    | Éder              | Attaquant | 2012-2019 | 2      | Euro 2016 · Ligue des nations 2019                          |
| 2    | Rafa Silva        | Attaquant | 2014-2021 | 2      | Euro 2016 · Ligue des nations 2019                          |
| 2    | Raphaël Guerreiro | Défenseur | 2014-2023 | 2      | Euro 2016 · Ligue des nations 2019                          |
| 2    | José Fonte        | Défenseur | 2014-2022 | 2      | Euro 2016 · Ligue des nations 2019                          |
| 2    | Danilo Pereira    | Milieu    | 2015-2024 | 2      | Euro 2016 · Ligue des nations 2019                          |
| 2    | William Carvalho  | Milieu    | 2013-2022 | 2      | Euro 2016 · Ligue des nations 2019                          |
| 2    | João Mário        | Milieu    | 2014-2023 | 2      | Euro 2016 · Ligue des nations 2019                          |
| 2    | Renato Sanches    | Milieu    | 2016-2023 | 2      | Euro 2016 · Ligue des nations 2019                          |
| 2    | Bernardo Silva    | Milieu    | 2015-     | 2      | Ligue des nations 2019 · Ligue des nations 2025             |
| 2    | Rúben Neves       | Milieu    | 2015-     | 2      | Ligue des nations 2019 · Ligue des nations 2025             |
| 2    | Nélson Semedo     | Milieu    | 2015-     | 2      | Ligue des nations 2019 · Ligue des nations 2025             |
| 2    | Bruno Fernandes   | Milieu    | 2017-     | 2      | Ligue des nations 2019 · Ligue des nations 2025             |
| 2    | José Sá           | Gardien   | 2017-     | 2      | Ligue des nations 2019 · Ligue des nations 2025             |
| 2    | Rúben Dias        | Défenseur | 2018-     | 2      | Ligue des nations 2019 · Ligue des nations 2025             |
| 2    | Diogo Jota        | Attaquant | 2019-     | 2      | Ligue des nations 2019 · Ligue des nations 2025             |
| 2    | João Félix        | Attaquant | 2019-     | 2      | Ligue des nations 2019 · Ligue des nations 2025             |

#### Détenteurs successifs du record
Parmi les vingt-trois joueurs ayant gagné le premier titre en 2016, douze participent au deuxième titre de 2019. Seul Cristiano Ronaldo, gagne le troisième en 2025. Le 8 juin 2025, Cristiano Ronaldo devient le seul joueur à avoir gagné trois des trois premiers titres de l'équipe du Portugal, et devient donc le premier joueur unique détenteur du record.
| Joueur            | Période | Date du record | Durée du record | Titre du record | Titres totales |
| ----------------- | ------- | -------------- | --------------- | --------------- | -------------- |
| Cristiano Ronaldo | 2003-   | 8 juin 2025    | 21 jours        | 3e              | 3              |

### Sélections

#### Nombre de sélections
| Rang | Joueur            | Poste     | Période   | Sélections | Buts |
| ---- | ----------------- | --------- | --------- | ---------- | ---- |
| 1    | Cristiano Ronaldo | Attaquant | 2003-     | 221        | 138  |
| 2    | João Moutinho     | Milieu    | 2005-2022 | 146        | 7    |
| 3    | Pepe              | Défenseur | 2007-2024 | 141        | 8    |
| 4    | Luís Figo         | Milieu    | 1991-2006 | 127        | 32   |
| 5    | Nani              | Attaquant | 2006-2017 | 112        | 24   |
| 6    | Fernando Couto    | Défenseur | 1990-2004 | 110        | 8    |
| 7    | Rui Patrício      | Gardien   | 2010-2024 | 108        | 0    |
| 8    | Bernardo Silva    | Milieu    | 2015-     | 102        | 13   |
| 9    | Bruno Alves       | Défenseur | 2007-2018 | 96         | 11   |
| 10   | Rui Costa         | Milieu    | 1993-2004 | 94         | 26   |

#### Détenteurs successifs du record
Parmi les onze joueurs ayant pris part au premier match en 1921, six participent au deuxième match de 1922. Deux d'entre eux (António Pinho et Alberto Augusto) jouent le troisième match de l'équipe du Portugal en décembre 1923. Jorge Vieira et João Maia, qui avaient participés aux deux premiers matchs du Portugal, égalent le record de 3 sélections, Pinho et Augusto n'étant pas sélectionnés lors du quatrième match. Seuls Vieira, Pinho et Maia jouent le cinquième. Le 8 janvier 1928, Jorge Vieira devient le seul joueur à avoir participé à onze des douze premiers matchs de l'équipe du Portugal, et devient donc le premier joueur unique détenteur du record. Il participe à dix des onze premiers matchs du Portugal, portant le record à 17 sélections le 4 juin 1928.
Le 23 février 1930, Tamanqueiro obtient sa 17e sélection pour ce qui est son dernier match, égalant le record de Jorge Vieira.
Le 29 janvier 1933, Augusto Silva dépasse le record de sélections de Vieira et Tamanqueiro, portant le record à 21 sélections le 18 mars 1934. 
Le 26 janvier 1936, Waldemar Mota obtient sa 21e sélection pour ce qui est son dernier match, égalant le record de Augusto Silva.
Le 1er janvier 1942, Pinga obtient sa 21e sélection pour ce qui est son dernier match, égalant les records de Augusto Silva et Waldemar Mota.
| Joueur                            | Période                       | Date du record                                   | Durée du record                                      | Sélection du record | Sélections totales |
| --------------------------------- | ----------------------------- | ------------------------------------------------ | ---------------------------------------------------- | ------------------- | ------------------ |
| Jorge Vieira Tamanqueiro          | 1921-1928 1925-1930           | 8 janvier 1928 23 février 1930                   | 5 ans, 21 jours 2 ans, 340 jours                     | 11e 17e             | 17                 |
| Augusto Silva Waldemar Mota Pinga | 1925-1934 1928-1936 1930-1942 | 29 janvier 1933 26 janvier 1936 1er janvier 1942 | 17 ans, 105 jours 14 ans, 108 jours 8 ans, 133 jours | 18e 21e 21e         | 21                 |
| Xico                              | 1940-1951                     | 14 mai 1950                                      | 4 ans, 219 jours                                     | 22e                 | 25                 |
| José Travassos                    | 1947-1958                     | 19 décembre 1954                                 | 4 ans, 191 jours                                     | 26e                 | 35                 |
| Virgílio Mendes                   | 1949-1960                     | 28 juin 1959                                     | 6 ans, 125 jours                                     | 36e                 | 38                 |
| Mário Coluna                      | 1955-1968                     | 31 octobre 1965                                  | 6 ans, 245 jours                                     | 39e                 | 57                 |
| Eusébio Humberto Coelho           | 1961-1973 1968-1983           | 2 juillet 1972 27 avril 1983                     | 11 ans, 354 jours 1 an, 54 jours                     | 58e 64e             | 64                 |
| Nené                              | 1971-1984                     | 20 juin 1984                                     | 10 ans, 181 jours                                    | 65e                 | 66                 |
| João Pinto                        | 1983-1996                     | 18 décembre 1994                                 | 5 ans, 177 jours                                     | 67e                 | 70                 |
| Vítor Baía                        | 1990-2002                     | 12 juin 2000                                     | 317 jours                                            | 71e                 | 75                 |
| Fernando Couto                    | 1990-2004                     | 25 avril 2001                                    | 4 ans, 40 jours                                      | 76e                 | 110                |
| Luís Figo                         | 1991-2006                     | 4 juin 2005                                      | 11 ans, 14 jours                                     | 111e                | 127                |
| Cristiano Ronaldo                 | 2003-                         | 18 juin 2016                                     | 9 ans, 11 jours                                      | 128e                | 221                |

#### Âge
| Critère                               | Joueur            | Âge                        | Date              | Adversaire      |
| ------------------------------------- | ----------------- | -------------------------- | ----------------- | --------------- |
| Joueur le plus jeune                  | Paulo Futre       | 17 ans, 6 mois et 24 jours | 21 septembre 1983 | Finlande        |
| Joueur le plus âgé                    | Pepe              | 41 ans, 4 mois et 7 jours  | 5 juillet 2024    | France          |
| Gardien le plus âgé                   | Vítor Damas       | 38 ans, 8 mois et 3 jours  | 11 juin 1986      | Maroc           |
| Plus jeune joueur avec 100 sélections | Cristiano Ronaldo | 27 ans, 8 mois et 11 jours | 16 octobre 2012   | Irlande du Nord |
| Plus vieux joueur avec 100 sélections | Pepe              | 35 ans, 6 mois et 8 jours  | 6 septembre 2018  | Croatie         |
| Plus jeune joueur avec 150 sélections | Cristiano Ronaldo | 33 ans, 4 mois et 2 jours  | 7 juin 2018       | Algérie         |
| Plus jeune joueur avec 200 sélections | Cristiano Ronaldo | 38 ans, 4 mois et 15 jours | 20 juin 2023      | Islande         |

#### Divers
| Critère                      | Joueur            | Sélection | Date                           |
| ---------------------------- | ----------------- | --------- | ------------------------------ |
| Record de capitanat          | Cristiano Ronaldo | 153       | 2007-2024                      |
| Gardien le plus sélectionné  | Rui Patrício      | 108       | 2010-2024                      |
| Nombre de matchs consécutifs | Raúl Meireles     | 54        | 15 juin 2008-11 septembre 2012 |

#### Longévité
| Joueur            | Poste             | Durée             | Sélection        | Sélection        | Statistiques | Statistiques |
| Joueur            | Poste             | Durée             | Première         | Dernière         | Match        | But          |
| ----------------- | ----------------- | ----------------- | ---------------- | ---------------- | ------------ | ------------ |
| Cristiano Ronaldo | Attaquant         | 21 ans, 292 jours | 20 août 2003     | 8 juin 2025      | 221          | 138          |
| Vítor Damas       | Gardien de but    | 17 ans, 66 jours  | 6 avril 1969     | 11 juin 1986     | 29           | 0            |
| Rui Jordão        | Attaquant         | 16 ans, 302 jours | 29 mars 1972     | 25 janvier 1989  | 43           | 15           |
| João Moutinho     | Milieu de terrain | 16 ans, 296 jours | 17 août 2005     | 9 juin 2022      | 146          | 7            |
| Pepe              | Défenseur         | 16 ans, 227 jours | 21 novembre 2007 | 5 juillet 2024   | 141          | 8            |
| Nuno Gomes        | Attaquant         | 15 ans, 259 jours | 25 janvier 1996  | 11 octobre 2011  | 79           | 29           |
| Ricardo Quaresma  | Attaquant         | 15 ans, 20 jours  | 10 juin 2003     | 30 juin 2018     | 80           | 10           |
| Luís Figo         | Milieu de terrain | 14 ans, 265 jours | 16 octobre 1991  | 8 juillet 2006   | 124          | 32           |
| Humberto Coelho   | Défenseur         | 14 ans, 182 jours | 27 octobre 1968  | 27 avril 1983    | 64           | 6            |
| Silvino Louro     | Gardien de but    | 14 ans, 181 jours | 13 avril 1983    | 11 octobre 1997  | 23           | 0            |
| João Pinto        | Défenseur         | 13 ans, 267 jours | 16 février 1983  | 9 novembre 1996  | 70           | 1            |
| Fernando Gomes    | Attaquant         | 13 ans, 252 jours | 9 mars 1975      | 16 novembre 1988 | 47           | 11           |
| Mário Coluna      | Milieu de terrain | 13 ans, 221 jours | 4 mai 1955       | 11 décembre 1968 | 57           | 8            |
| Fernando Couto    | Défenseur         | 13 ans, 194 jours | 19 décembre 1990 | 30 juin 2004     | 110          | 8            |
| Manuel Fernandes  | Milieu de terrain | 13 ans, 141 jours | 9 février 2005   | 30 juin 2018     | 15           | 3            |
| Rui Patrício      | Gardien de but    | 13 ans, 125 jours | 17 novembre 2010 | 21 mars 2024     | 108          | 0            |
| Oceano            | Milieu de terrain | 13 ans, 82 jours  | 30 janvier 1985  | 22 avril 1998    | 54           | 8            |
| Nené              | Attaquant         | 13 ans, 63 jours  | 21 avril 1971    | 23 juin 1984     | 66           | 22           |

### Buteurs

#### Meilleurs buteurs
| Rang | Joueur            | Période   | Buts | Sélections | Moyenne de buts par match |
| ---- | ----------------- | --------- | ---- | ---------- | ------------------------- |
| 1    | Cristiano Ronaldo | 2003-     | 138  | 221        | 0.62                      |
| 2    | Pauleta           | 1997-2006 | 47   | 88         | 0.53                      |
| 3    | Eusébio           | 1961-1973 | 41   | 64         | 0.64                      |
| 4    | Luís Figo         | 1991-2006 | 32   | 127        | 0.25                      |
| 5    | Nuno Gomes        | 1996-2011 | 29   | 79         | 0.37                      |
| 6    | Hélder Postiga    | 2003-2014 | 27   | 71         | 0.38                      |
| 7    | Rui Costa         | 1993-2004 | 26   | 94         | 0.28                      |
| 8    | Bruno Fernandes   | 2017-     | 25   | 80         | 0.31                      |
| 9    | Nani              | 2006-2017 | 24   | 112        | 0.21                      |
| 10   | João Pinto        | 1991-2002 | 23   | 81         | 0.28                      |

#### Détenteurs successifs du record
Alberto Augusto est le premier buteur de l'histoire de l'équipe du Portugal lors du premier match contre l'Espagne le 18 décembre 1921. Il est rejoint par Jaime Gonçalves le 17 décembre 1922, qui marque lors du second match puis par João Maia le 18 juin 1925, qui marque lors du cinquième match de l'histoire de l'équipe du Portugal.
| Joueur                                     | Période                       | Date du record                                 | Durée du record                                   | Buts du record | Buts totaux |
| ------------------------------------------ | ----------------------------- | ---------------------------------------------- | ------------------------------------------------- | -------------- | ----------- |
| Alberto Augusto Jaime Gonçalves João Maia  | 1921-1926 1922-1925 1921-1925 | 18 décembre 1921 17 décembre 1922 18 juin 1925 | 4 ans, 121 jours 3 ans, 122 jours 304 jours       | 1er 1er 1er    | 1           |
| João dos Santos José Martins Waldemar Mota | 1926-1931 1926-1928 1928-1936 | 18 avril 1926 16 mars 1927 27 mai 1928         | 3 ans, 227 jours 2 ans, 260 jours 1 an, 188 jours | 2e 3e 4e       | 4           |
| Vítor Silva                                | 1928-1936                     | 1er décembre 1929                              | 84 jours                                          | 5e             | 8           |
| Pepe                                       | 1927-1930                     | 23 février 1930                                | 6 ans, 4 jours                                    | 6e             | 7           |
| Vítor Silva                                | 1928-1936                     | 27 février 1936                                | 5 ans, 17 jours                                   | 8e             | 8           |
| Pinga                                      | 1930-1942                     | 16 mars 1941                                   | 5 ans, 92 jours                                   | 9e             | 9           |
| Fernando Peyroteo                          | 1938-1949                     | 16 juin 1946                                   | 19 ans, 361 jours                                 | 10e            | 14          |
| Eusébio                                    | 1961-1973                     | 12 juin 1966                                   | 39 ans, 122 jours                                 | 15e            | 41          |
| Pauleta                                    | 1997-2006                     | 12 octobre 2005                                | 8 ans, 144 jours                                  | 42e            | 47          |
| Cristiano Ronaldo                          | 2003-                         | 5 mars 2014                                    | 11 ans, 116 jours                                 | 48e            | 138         |

#### Âge
| Critère              | Joueur            | Âge                        | Date            | Adversaire |
| -------------------- | ----------------- | -------------------------- | --------------- | ---------- |
| Buteur le plus jeune | Fernando Chalana  | 17 ans, 9 mois et 25 jours | 5 décembre 1976 | Chypre     |
| Buteur le plus âgé   | Cristiano Ronaldo | 40 ans, 4 mois et 3 jours  | 8 juin 2025     | Espagne    |

#### Jalons
- 1er but de l'équipe du Portugal : Alberto Augusto face à  l'Espagne (3-1, le 18 décembre 1921).
- 50e but de l'équipe du Portugal : João Cruz face à  la Hongrie (1-0, le 9 janvier 1938).
- 100e but de l'équipe du Portugal : Albano face à  l'Écosse (2-2, le 21 mai 1950).
- 150e but de l'équipe du Portugal : Joaquim Santana face à  la Yougoslavie (1-0, le 8 mai 1960).
- 200e but de l'équipe du Portugal : José Torres face à  l'Uruguay (3-0, le 26 juin 1966).
- 250e but de l'équipe du Portugal : Eusébio face à  l'Équateur (0-1, le 11 juin 1972).
- 500e but de l'équipe du Portugal : Ricardo Sá Pinto face à  la Hongrie (1-2, le 6 septembre 1998).
- 750e but de l'équipe du Portugal : Cristiano Ronaldo face au  Kazakhstan (0-2, le 17 octobre 2007).
- 1000e but de l'équipe du Portugal : André Silva face à la  Tunisie (1-0, le 28 mai 2018).

#### Buteurs multiples
| Légende | Légende                    |
| ------- | -------------------------- |
|         | Joueur ayant marqué 4 buts |

| N° | Joueur             | Adversaire      | Buts                          | Score | Lieu      | Compétition              | Date               |
| -- | ------------------ | --------------- | ----------------------------- | ----- | --------- | ------------------------ | ------------------ |
| 1  | Valdemar Mota      | Italie          | 20e 26e 89e                   | 4 – 1 | Porto     | Match amical             | 15 avril 1928      |
| 2  | Francisco Palmeiro | Espagne         | 5e 26e 43e                    | 3 – 1 | Oeiras    | Match amical             | 3 juin 1956        |
| 3  | Yaúca              | Luxembourg      | 49e 53e 61e                   | 6 – 0 | Oeiras    | Eli. Coupe du monde 1962 | 19 mars 1961       |
| 4  | Eusébio            | Turquie         | 21e 63e 77e                   | 5 – 1 | Oeiras    | Eli. Coupe du monde 1966 | 24 janvier 1965    |
| 5  | José Torres        | Uruguay         | 7e 57e 64e                    | 3 – 0 | Oeiras    | Match amical             | 26 juin 1966       |
| 6  | Eusébio            | Corée du Nord   | 27e 43e (pen.) 56e 59e (pen.) | 5 – 3 | Liverpool | Coupe du monde 1966      | 23 juillet 1966    |
| 7  | Paulo Alves        | Liechtenstein   | 66e 73e 90e                   | 0 – 7 | Eschen    | Eli. Euro 1996           | 15 août 1995       |
| 8  | Ricardo Sá Pinto   | Liechtenstein   | 29e 45e 52e                   | 8 – 0 | Coimbra   | Eli. Euro 2000           | 9 juin 1999        |
| 9  | João Pinto         | Liechtenstein   | 40e 59e 67e                   | 8 – 0 | Coimbra   | Eli. Euro 2000           | 9 juin 1999        |
| 10 | Sérgio Conceição   | Allemagne       | 35e 54e 71e                   | 3 – 0 | Rotterdam | Euro 2000                | 20 juin 2000       |
| 11 | Luís Figo          | Moldavie        | 43e (pen.) 61e (pen.) 89e     | 3 – 0 | Faro      | Match amical             | 15 août 2001       |
| 12 | Nuno Gomes         | Andorre         | 36e 39e 44e 90e               | 1 – 7 | Lleida    | Eli. Coupe du monde 2002 | 1er septembre 2001 |
| 13 | Pauleta            | Pologne         | 14e 65e 77e                   | 4 – 0 | Jeonju    | Coupe du monde 2002      | 10 juin 2002       |
| 14 | Pauleta            | Koweït          | 11e 21e 45e 53e               | 8 – 0 | Leiria    | Match amical             | 19 novembre 2003   |
| 15 | Nuno Gomes         | Koweït          | 69e 76e 88e                   | 8 – 0 | Leiria    | Match amical             | 19 novembre 2003   |
| 16 | Pauleta            | Cap-Vert        | 2e 37e 84e                    | 4 – 1 | Évora     | Match amical             | 27 mai 2006        |
| 17 | Cristiano Ronaldo  | Irlande du Nord | 68e 77e 83e (cf.)             | 2 – 4 | Belfast   | Eli. Coupe du monde 2014 | 6 septembre 2013   |
| 18 | Cristiano Ronaldo  | Suède           | 50e 77e 79e                   | 2 – 3 | Solna     | Eli. Coupe du monde 2014 | 19 novembre 2013   |
| 19 | Cristiano Ronaldo  | Arménie         | 29e (pen.) 55e 58e            | 2 – 3 | Erevan    | Eli. Euro 2016           | 13 juin 2015       |
| 20 | Cristiano Ronaldo  | Andorre         | 2e 4e 47e 67e                 | 6 – 0 | Aveiro    | Eli. Coupe du monde 2018 | 7 octobre 2016     |
| 21 | André Silva        | Îles Féroé      | 12e 20e 37e                   | 0 – 6 | Tórshavn  | Eli. Coupe du monde 2018 | 10 octobre 2016    |
| 22 | Cristiano Ronaldo  | Îles Féroé      | 3e 29e (pen.) 64e             | 5 – 1 | Porto     | Eli. Coupe du monde 2018 | 31 août 2017       |
| 23 | Cristiano Ronaldo  | Espagne         | 4e (pen.) 44e 88e (cf.)       | 3 – 3 | Sotchi    | Coupe du monde 2018      | 15 juin 2018       |
| 24 | Cristiano Ronaldo  | Suisse          | 25e (cf.) 88e 90e             | 3 – 1 | Porto     | Ligue des nations 2019   | 5 juin 2019        |
| 25 | Cristiano Ronaldo  | Lituanie        | 7e (pen.) 61e 65e 76e         | 1 – 5 | Vilnius   | Eli. Euro 2020           | 10 septembre 2019  |
| 26 | Cristiano Ronaldo  | Lituanie        | 7e (pen.) 22e 65e             | 6 – 0 | Faro      | Eli. Euro 2020           | 14 novembre 2019   |
| 27 | Cristiano Ronaldo  | Luxembourg      | 8e (pen.) 13e (pen.) 87e      | 5 – 0 | Loulé     | Eli. Coupe du monde 2022 | 12 octobre 2021    |
| 28 | Gonçalo Ramos      | Suisse          | 17e 51e 67e                   | 6 – 1 | Lusail    | Coupe du monde 2022      | 6 décembre 2022    |

#### Divers
- Le coup du chapeau le plus rapide : trois buts marqués par Nuno Gomes en 9 minutes (36e, 40e et 45e) face à  Andorre (7-1), le 1er septembre 2001.
- Les buts les plus rapides : Dès la 1re minute par Pepe Soares contre la  France (4-0), le 30 décembre 1926, José Torres buteur contre la  Roumanie le 3 juillet 1966, José Augusto buteur contre la  Hongrie lors de la Coupe du monde 1966, António Nogueira buteur contre  Malte le 19 juin 1993, Luís Figo buteur contre  Andorre le 28 février 2001 et Pauleta buteur face au  Cap-Vert le 27 mai 2006.
- Meilleur buteur sur Penalty : Cristiano Ronaldo avec 21 réalisations.
- Meilleur buteur sur coup franc : Cristiano Ronaldo avec 10 réalisations.

### Passeurs

#### Meilleurs passeurs
| Rang | Joueur            | Période   | Passes décisives | Sélections |
| ---- | ----------------- | --------- | ---------------- | ---------- |
| 1    | Cristiano Ronaldo | 2003-     | 46               | 221        |
| 2    | Luis Figo         | 1991-2006 | 44               | 127        |
| 3    | Bernardo Silva    | 2015-     | 28               | 102        |
| 4    | João Moutinho     | 2005-2022 | 26               | 146        |
| 5    | Ricardo Quaresma  | 2003-2018 | 25               | 80         |
| 6    | Nani              | 2006-2017 | 24               | 112        |
| 7    | Bruno Fernandes   | 2017-     | 23               | 80         |
| 8    | Deco              | 2003-2010 | 20               | 75         |
| 8    | Rui Costa         | 1993-2004 | 20               | 94         |
| 10   | Simão             | 1998-2010 | 14               | 85         |
| 10   | Pauleta           | 1997-2006 | 14               | 87         |

## Sélectionneurs

### Matchs

#### Nombre de matchs
| Rang                                                       | Sélectionneurs      | Nat. | Périodes | Périodes | Stastistiques | Stastistiques | Stastistiques | Stastistiques | Stastistiques | Stastistiques | Stastistiques |
| Rang                                                       | Sélectionneurs      | Nat. | Périodes | Périodes | M             | G             | N             | P             | BP            | BC            | %             |
| ---------------------------------------------------------- | ------------------- | ---- | -------- | -------- | ------------- | ------------- | ------------- | ------------- | ------------- | ------------- | ------------- |
| 1                                                          | Fernando Santos     |      | 2014     | 2022     | 109           | 67            | 23            | 19            | 226           | 81            | 61.47%        |
| 2                                                          | Luiz Felipe Scolari |      | 2003     | 2008     | 74            | 42            | 18            | 14            | 144           | 62            | 56.76%        |
| 3                                                          | Carlos Queiroz      |      | 1991     | 2010     | 49            | 25            | 16            | 8             | 75            | 27            | 51.02%        |
| 4                                                          | Paulo Bento         |      | 2010     | 2013     | 47            | 26            | 12            | 9             | 91            | 49            | 55.32%        |
| 5                                                          | António Oliveira    |      | 1994     | 2002     | 44            | 26            | 10            | 8             | 102           | 40            | 59.09%        |
| 6                                                          | Juca                |      | 1977     | 1989     | 40            | 18            | 9             | 13            | 54            | 49            | 45%           |
| 7                                                          | José Maria Antunes  |      | 1957     | 1969     | 31            | 9             | 4             | 18            | 40            | 59            | 29.03%        |
| 8                                                          | Roberto Martínez    |      | 2023     |          | 30            | 23            | 2             | 5             | 76            | 24            | 76.67%        |
| 8                                                          | Tavares da Silva    |      | 1931     | 1957     | 30            | 10            | 4             | 16            | 46            | 65            | 33.33%        |
| 10                                                         | Otto Glória         |      | 1966     | 1983     | 28            | 18            | 3             | 7             | 47            | 32            | 64.29%        |
| 10                                                         | Cândido de Oliveira |      | 1926     | 1952     | 28            | 6             | 8             | 14            | 46            | 58            | 21.43%        |
| Dernière mise à jour : après Portugal-Espagne du 8/6/2025. |                     |      |          |          |               |               |               |               |               |               |               |

#### Pourcentage de victoire
| Rang                                                       | Sélectionneurs      | Nat. | Périodes | Périodes | Stastistiques | Stastistiques | Stastistiques | Stastistiques | Stastistiques | Stastistiques | Stastistiques |
| Rang                                                       | Sélectionneurs      | Nat. | Périodes | Périodes | M             | G             | N             | P             | BP            | BC            | %             |
| ---------------------------------------------------------- | ------------------- | ---- | -------- | -------- | ------------- | ------------- | ------------- | ------------- | ------------- | ------------- | ------------- |
| 1                                                          | Roberto Martínez    |      | 2023     |          | 30            | 23            | 2             | 5             | 76            | 24            | 76.67%        |
| 2                                                          | Humberto Coelho     |      | 1998     | 2000     | 24            | 16            | 4             | 4             | 56            | 16            | 66.67%        |
| 3                                                          | Otto Glória         |      | 1966     | 1983     | 28            | 18            | 3             | 7             | 47            | 32            | 64.29%        |
| 4                                                          | Fernando Santos     |      | 2014     | 2022     | 109           | 67            | 23            | 19            | 226           | 81            | 61.47%        |
| 5                                                          | José Augusto        |      | 1972     | 1973     | 15            | 9             | 4             | 2             | 29            | 12            | 60%           |
| 6                                                          | António Oliveira    |      | 1994     | 2002     | 44            | 26            | 10            | 8             | 102           | 40            | 59.09%        |
| 7                                                          | Luiz Felipe Scolari |      | 2003     | 2008     | 74            | 42            | 18            | 14            | 144           | 62            | 56.76%        |
| 8                                                          | Fernando Cabrita    |      | 1983     | 1984     | 9             | 5             | 2             | 2             | 15            | 8             | 55.56%        |
| 9                                                          | Paulo Bento         |      | 2010     | 2013     | 47            | 26            | 12            | 9             | 91            | 49            | 55.32%        |
| 10                                                         | Carlos Queiroz      |      | 1991     | 2010     | 49            | 25            | 16            | 8             | 75            | 27            | 51.02%        |
| Dernière mise à jour : après Portugal-Espagne du 8/6/2025. |                     |      |          |          |               |               |               |               |               |               |               |

## Par compétition

### EnCoupe du monde
- Premier match :  Portugal-Hongrie  (3-1) le 13 juillet 1966, à Manchester.
- Premier buteur portugais en coupe du monde : José Augusto le 13 juillet 1966 lors de Portugal-Hongrie (3-1).
- Joueurs ayant participé au plus grand nombre de matchs : Cristiano Ronaldo (2006, 2010, 2014, 2018 et 2022.), 22 matchs.
- Plus grand nombre de participations à une phase finale : 5, Cristiano Ronaldo en 2006, 2010, 2014, 2018 et 2022.
- Meilleur buteur portugais de l'histoire de la Coupe du monde de football : Eusébio (9 buts), devant Cristiano Ronaldo (8 buts) puis Pauleta (4 buts) enfin José Torres, José Augusto et Gonçalo Ramos (3 buts).
- Record de buts marqués en phase finale : 17 en 1966.
- Plus petit nombre de buts marqués en phase finale : 2 en 1986.
- Plus grand nombre de buts marqués en un match : 7 face à la  Corée du Nord (7-0) en 2010.
- Plus grand nombre de buts encaissés en un match : 4 face à l' Allemagne (4-0) en 2014.
- Meilleur buteur portugais sur une édition : Eusébio en 1966, 9 buts.
- Meilleur buteur portugais sur un match : Eusébio, 4 buts, lors de  Portugal-Corée du Nord  (5-3) en 1966.
- Buteurs lors de 5 coupes du mondes différentes : Cristiano Ronaldo en 2006, 2010, 2014, 2018 et 2022.

### EnChampionnat d'Europe
- Premier match :  Portugal-Allemagne de l'Ouest  (0-0) le 14 juin 1984, à Strasbourg.
- Premier buteur portugais en championnat d'Europe : António Sousa le 17 juin 1984 lors de Espagne-Portugal (1-1).
- Joueur ayant participé au plus grand nombre de matchs : Cristiano Ronaldo (2004, 2008, 2012, 2016, 2020 et 2024), 30 matchs.
- Plus grand nombre de participations à une phase finale : 6, Cristiano Ronaldo (2004, 2008, 2012, 2016, 2020 et 2024).
- Meilleur buteur portugais de l'histoire du Championnat d'Europe : Cristiano Ronaldo 14 buts, devant Nuno Gomes (6 buts) puis Sergio Conceição, Hélder Postiga et Nani (3 buts).
- Record de buts marqués en phase finale : 10 en 2000.
- Plus petit nombre de buts marqués en phase finale : 4 en 1984.
- Plus grand nombre de buts marqués en un match : 3 face à la  Croatie (3-0) en 1996, face à l' Angleterre (3-2) et l' Allemagne (3-0) en 2000, face à la  Tchéquie (1-3) en 2008, face au  Danemark (2-3) en 2012, face à la  Hongrie (3-3) en 2016 et (0-3) en 2020 et face à la  Turquie (0-3) en 2024.
- Plus grand nombre de buts encaissés en un match : 4 face à l' Allemagne (4-2) en 2020.
- Meilleur buteur portugais sur une édition : Cristiano Ronaldo en 2020, 5 buts.
- Meilleur buteur portugais sur un match : Sergio Conceição, 3 buts lors de  Portugal-Allemagne  (3-0) en 2000.
- Buteurs lors de 5 championnat d'Europe différents : Cristiano Ronaldo en 2004, 2008, 2012, 2016 et 2020.

### EnCoupe des confédérations
- Premier match :  Portugal-Mexique  (2-2) le 18 juin 2017, à Kazan.
- Joueurs ayant participé au plus grand nombre de matchs : Rui Patrício (2017), 5 matchs.
- Meilleur buteur portugais de l'histoire de la Coupe des confédérations : Cristiano Ronaldo 2 buts.
- Record de buts marqués en phase finale : 9 en 2017
- Plus grand nombre de buts marqués en un match : 4 face à la  Nouvelle-Zélande (0-4) en 2017.
- Plus grand nombre de buts encaissés en un match : 2 face au  Mexique (2-2) en 2017.
- Meilleur buteur portugais sur une édition : Cristiano Ronaldo en 2017, 2 buts.

### EnLigue des nations
- Premier match :  Portugal-Italie  (1-0) le 10 septembre 2018, à Lisbonne.
- Joueurs ayant participé au plus grand nombre de matchs : Bernardo Silva (2018-2019, 2020-2021, 2022-2023, 2024-2025), 26 matchs.
- Meilleur buteur portugais de l'histoire de la Ligue des nations : Cristiano Ronaldo, (15 buts), devant Diogo Jota et André Silva (4 buts) puis João Cancelo, Diogo Dalot, Bernardo Silva, Bruno Fernandes et João Félix (3 buts).
- Record de buts marqués en une édition : 22 en 2024-2025.
- Record de buts marqués en phase de groupe : 13 en 2024-2025.
- Record de buts marqués en phase finale : 9 en 2024-2025.
- Plus grand nombre de buts marqués en un match : 5 face à la  Pologne (5-1) en 2024-2025 et le  Danemark (5-2) en 2024-2025.
- Plus grand nombre de buts encaissés en un match : 2 face à la  Pologne (2-3) en 2018-2019, la  Croatie (2-3) en 2020-2021 et l' Espagne (2-2) en 2024-2025.
- Meilleur buteur portugais sur une édition : Cristiano Ronaldo en 2024-2025, 8 buts.
- Meilleur buteur portugais sur un match : Cristiano Ronaldo, 3 buts, lors de  Portugal-Suisse  (3-1) en 2018-2019.

## Résultats par pays
Le tableau suivant présente les résultats de l'équipe du Portugal.
| Adversaire           | J   | G   | N   | P   | Bp   | Bc  | Diff | Premier match                            | Dernier match                                  |
| -------------------- | --- | --- | --- | --- | ---- | --- | ---- | ---------------------------------------- | ---------------------------------------------- |
| Afrique du Sud       | 2   | 2   | 0   | 0   | 5    | 1   | +4   | 22 novembre 1953 (3-1) à Lisbonne        | 31 mars 2009 (2-0) à Lausanne                  |
| Albanie              | 7   | 5   | 1   | 1   | 13   | 5   | +8   | 9 octobre 1996 (0-3) à Tirana            | 7 septembre 2015 (0-1) à Tirana                |
| Algérie              | 1   | 1   | 0   | 0   | 3    | 0   | +3   | 7 juin 2018 (3-0) à Lisbonne             | 7 juin 2018 (3-0) à Lisbonne                   |
| Allemagne            | 20  | 4   | 5   | 11  | 20   | 34  | -14  | 27 février 1936 (1-3) à Lisbonne         | 4 juin 2025 (1-2) à Munich                     |
| Allemagne de l'Est   | 3   | 2   | 0   | 1   | 6    | 5   | +1   | 21 juin 1959 (0-2) à Berlin              | 19 février 1986 (1-3) à Braga                  |
| Andorre              | 6   | 6   | 0   | 0   | 29   | 1   | +28  | 18 août 1999 (4-0) à Lisbonne            | 11 novembre 2020 (7-0) à Lisbonne              |
| Angleterre           | 23  | 3   | 10  | 10  | 25   | 46  | -21  | 25 mai 1947 (0-10) à Oeiras              | 2 juin 2016 (1-0) à Londres                    |
| Angola               | 3   | 3   | 0   | 0   | 12   | 1   | +11  | 29 mars 1989 (6-0) à Lisbonne            | 11 juin 2006 (0-1) à Cologne                   |
| Arabie saoudite      | 2   | 2   | 0   | 0   | 6    | 0   | +6   | 1er mars 2006 (0-3) à Riyad              | 10 novembre 2017 (3-0) à Viseu                 |
| Argentine            | 8   | 2   | 1   | 5   | 7    | 13  | -6   | 1er avril 1928 (0-0) à Lisbonne          | 18 novembre 2014 (1-0) à Manchester            |
| Arménie              | 6   | 4   | 2   | 0   | 9    | 4   | +5   | 31 août 1996 (0-0) à Erevan              | 13 juin 2015 (2-3) à Erevan                    |
| Autriche             | 11  | 2   | 6   | 3   | 11   | 19  | -8   | 26 janvier 1936 (2-3) à Porto            | 18 juin 2016 (0-0) à Paris                     |
| Azerbaïdjan          | 8   | 7   | 1   | 0   | 22   | 1   | +21  | 26 mars 1999 (7-0) à Guimaraes           | 7 septembre 2021 (0-3) à Bakou                 |
| Belgique             | 19  | 6   | 7   | 6   | 21   | 23  | -2   | 8 juin 1930 (2-1) à Anvers               | 27 juin 2021 (0-1) à Séville                   |
| Bolivie              | 1   | 1   | 0   | 0   | 4    | 0   | +4   | 10 juin 2003 (4-0) à Lisbonne            | 10 juin 2003 (4-0) à Lisbonne                  |
| Bosnie-Herzégovine   | 6   | 5   | 1   | 0   | 16   | 2   | +14  | 14 novembre 2009 (1-0) à Lisbonne        | 16 octobre 2023 (0-5) à Zenica                 |
| Brésil               | 20  | 4   | 3   | 13  | 16   | 39  | -23  | 8 avril 1956 (0-1) à Lisbonne            | 10 septembre 2013 (3-1) à Foxborough           |
| Bulgarie             | 13  | 4   | 3   | 6   | 16   | 18  | -2   | 7 novembre 1962 (3-1) à Sofia            | 25 mars 2016 (0-1) à Leiria                    |
| Cameroun             | 2   | 2   | 0   | 0   | 8    | 2   | +6   | 1er juin 2010 (3-1) à Covilhã            | 5 mars 2014 (5-1) à Leiria                     |
| Canada               | 2   | 1   | 1   | 0   | 5    | 2   | +3   | 26 janvier 1995 (1-1) à Toronto          | 23 mars 2005 (4-1) à Barcelos                  |
| Cap-Vert             | 3   | 1   | 1   | 1   | 4    | 3   | +1   | 27 mai 2006 (4-1) à Évora                | 31 mars 2015 (0-2) à Estoril                   |
| Chili                | 4   | 2   | 2   | 0   | 9    | 4   | +5   | 27 mai 1928 (4-2) à Amsterdam            | 28 juin 2017 (0-0) à Kazan                     |
| Chine                | 2   | 2   | 0   | 0   | 4    | 0   | +4   | 25 mai 2002 (0-2) à Macao                | 3 mars 2010 (2-0) à Coimbra                    |
| Chypre               | 11  | 10  | 1   | 0   | 35   | 6   | +29  | 29 mars 1972 (4-0) à Lisbonne            | 3 juin 2017 (4-0) à Estoril                    |
| Corée du Nord        | 2   | 2   | 0   | 0   | 12   | 3   | +9   | 23 juillet 1966 (5-3) à Liverpool        | 21 juin 2010 (7-0) à Le Cap                    |
| Corée du Sud         | 2   | 0   | 0   | 2   | 1    | 3   | -2   | 14 juin 2002 (0-1) à Incheon             | 2 décembre 2022 (1-2) à Al Rayyan              |
| Côte d'Ivoire        | 1   | 0   | 1   | 0   | 0    | 0   | 0    | 15 juin 2010 (0-0) à Port Elizabeth      | 15 juin 2010 (0-0) à Port Elizabeth            |
| Croatie              | 10  | 7   | 2   | 1   | 19   | 8   | +11  | 19 juin 1996 (3-0) à Nottingham          | 18 novembre 2024 (1-1) à Split                 |
| Danemark             | 18  | 12  | 2   | 4   | 37   | 21  | +16  | 21 juin 1966 (1-3) à Esbjerg             | 23 mars 2025 (5-2) à Lisbonne                  |
| Écosse               | 17  | 9   | 4   | 4   | 23   | 15  | +8   | 21 mai 1950 (2-2) à Lisbonne             | 15 octobre 2024 (0-0) à Glasgow                |
| Égypte               | 4   | 3   | 0   | 1   | 9    | 3   | +6   | 4 juin 1928 (1-2) à Amsterdam            | 23 mars 2018 (2-1) à Zürich                    |
| Équateur             | 2   | 1   | 0   | 1   | 5    | 3   | +2   | 11 juin 1972 (3-0) à Natal               | 2 février 2013 (0-3) à Guimarães               |
| Espagne              | 44  | 9   | 17  | 18  | 50   | 82  | -32  | 18 décembre 1921 (3-1) à Madrid          | 8 juin 2025 (2-2) à Munich                     |
| Estonie              | 8   | 7   | 1   | 0   | 25   | 1   | +24  | 5 septembre 1993 (0-2) à Tallinn         | 8 juin 2016 (7-0) à Lisbonne                   |
| États-Unis           | 7   | 2   | 3   | 2   | 8    | 8   | 0    | 20 août 1978 (1-0) à Setúbal             | 14 novembre 2017 (1-1) à Leiria                |
| Îles Féroé           | 3   | 3   | 0   | 0   | 16   | 1   | +15  | 20 août 2008 (5-0) à Aveiro              | 31 août 2017 (5-1) à Porto                     |
| Finlande             | 11  | 6   | 4   | 1   | 18   | 8   | +10  | 22 août 1982 (0-2) à Helsinki            | 4 juin 2024 (4-2) à Lisbonne                   |
| France               | 29  | 6   | 4   | 19  | 31   | 52  | -21  | 18 avril 1926 (4-2) à Toulouse           | 5 juillet 2024 (0-0) à Hambourg                |
| Gabon                | 1   | 0   | 1   | 0   | 2    | 2   | 0    | 14 novembre 2012 (2-2) à Libreville      | 14 novembre 2012 (2-2) à Libreville            |
| Géorgie              | 2   | 1   | 0   | 1   | 2    | 2   | 0    | 31 mai 2008 (2-0) à Viseu                | 26 juin 2024 (0-2) à Gelsenkirchen             |
| Ghana                | 2   | 2   | 0   | 0   | 5    | 3   | +2   | 26 juin 2014 (2-1) à Brasilia            | 24 novembre 2022 (3-2) à Doha                  |
| Gibraltar            | 1   | 1   | 0   | 0   | 5    | 0   | +5   | 1er septembre 2016 (5-0) à Porto         | 1er septembre 2016 (5-0) à Porto               |
| Sélection de Goiás   | 1   | 0   | 0   | 1   | 1    | 2   | -1   | 9 mars 1975 (2-1) à Goiânia              | 9 mars 1975 (2-1) à Goiânia                    |
| Grèce                | 14  | 4   | 5   | 5   | 16   | 18  | -2   | 11 décembre 1968 (4-2) à Athènes         | 31 mai 2014 (0-0) à Lisbonne                   |
| Hongrie              | 14  | 10  | 4   | 0   | 33   | 10  | +23  | 26 décembre 1926 (3-3) à Porto           | 15 juin 2021 (0-3) à Budapest                  |
| Iran                 | 3   | 2   | 1   | 0   | 6    | 1   | +5   | 14 juin 1972 (3-0) à Recife              | 25 juin 2018 (1-1) à Saransk                   |
| République d'Irlande | 16  | 9   | 3   | 4   | 25   | 11  | +14  | 16 juin 1946 (3-1) à Oeiras              | 11 juin 2024 (3-0) à Aveiro                    |
| Irlande du Nord      | 13  | 4   | 7   | 2   | 14   | 13  | +1   | 16 janvier 1957 (1-1) à Lisbonne         | 6 septembre 2013 (2-4) à Belfast               |
| Islande              | 4   | 3   | 1   | 0   | 11   | 5   | +6   | 12 octobre 2010 (1-3) à Reykjavik        | 19 novembre 2023 (2-0) à Lisbonne              |
| Israël               | 7   | 4   | 2   | 1   | 16   | 9   | +7   | 28 octobre 1980 (1-4) à Tel Aviv         | 9 juin 2021 (4-0) à Lisbonne                   |
| Italie               | 27  | 6   | 3   | 18  | 23   | 51  | -28  | 18 juin 1925 (1-0) à Lisbonne            | 17 novembre 2018 (0-0) à Milan                 |
| Kazakhstan           | 3   | 3   | 0   | 0   | 6    | 1   | +5   | 20 août 2003 (1-0) à Chaves              | 17 octobre 2007 (1-2) à Almaty                 |
| Koweït               | 2   | 1   | 1   | 0   | 9    | 1   | +8   | 19 novembre 2003 (8-0) à Leiria          | 5 juin 2007 (1-1) à Koweït City                |
| Lettonie             | 6   | 6   | 0   | 0   | 18   | 4   | +14  | 9 octobre 1994 (1-3) à Riga              | 9 juin 2017 (0-3) à Riga                       |
| Liechtenstein        | 9   | 8   | 1   | 0   | 41   | 3   | +38  | 18 décembre 1994 (8-0) à Lisbonne        | 16 novembre 2023 (0-2) à Vaduz                 |
| Lituanie             | 4   | 4   | 0   | 0   | 20   | 3   | +17  | 16 août 2000 (5-1) à Viseu               | 14 novembre 2019 (6-0) à Loulé                 |
| Luxembourg           | 21  | 19  | 1   | 1   | 74   | 8   | +66  | 19 mars 1961 (6-0) à Lisbonne            | 11 septembre 2023 (9-0) à Loulé                |
| Macédoine du Nord    | 3   | 2   | 1   | 0   | 3    | 0   | +3   | 2 avril 2003 (1-0) à Lausanne            | 29 mars 2022 (2-0) à Porto                     |
| Malte                | 10  | 9   | 1   | 0   | 28   | 5   | +23  | 10 février 1985 (1-3) à Ta' Qali         | 14 octobre 2009 (4-0) à Guimarães              |
| Maroc                | 3   | 1   | 0   | 2   | 2    | 4   | -2   | 11 juin 1986 (1-3) à Guadalajara         | 10 décembre 2022 (1-0) à Doha                  |
| Mexique              | 5   | 3   | 2   | 0   | 7    | 4   | +3   | 6 avril 1969 (0-0) à Lisbonne            | 2 juillet 2017 (2-1) à Moscou                  |
| Moldavie             | 1   | 1   | 0   | 0   | 3    | 0   | +3   | 15 août 2001 (3-0) à Faro                | 15 août 2001 (3-0) à Faro                      |
| Mozambique           | 2   | 2   | 0   | 0   | 5    | 1   | +4   | 19 août 1998 (2-1) à Ponta Delgada       | 8 juin 2010 (3-0) à Johannesburg               |
| Nigeria              | 1   | 1   | 0   | 0   | 4    | 0   | +4   | 17 novembre 2022 (4-0) à Lisbonne        | 17 novembre 2022 (4-0) à Lisbonne              |
| Norvège              | 11  | 8   | 2   | 1   | 18   | 5   | +13  | 12 juin 1966 (4-0) à Lisbonne            | 29 mai 2016 (3-0) à Porto                      |
| Nouvelle-Zélande     | 1   | 1   | 0   | 0   | 4    | 0   | +4   | 24 juin 2017 (0-4) à Saint-Pétersbourg   | 24 juin 2017 (0-4) à Saint-Pétersbourg         |
| Panama               | 1   | 1   | 0   | 0   | 2    | 0   | +2   | 15 août 2012 (2-0) à Faro                | 15 août 2012 (2-0) à Faro                      |
| Paraguay             | 1   | 0   | 1   | 0   | 0    | 0   | 0    | 6 juin 2003 (0-0) à Braga                | 6 juin 2003 (0-0) à Braga                      |
| Pays de Galles       | 4   | 3   | 0   | 1   | 9    | 4   | +5   | 15 mai 1949 (3-2) à Lisbonne             | 6 juillet 2016 (0-2) à Décines-Charpieu        |
| Pays-Bas             | 14  | 8   | 4   | 2   | 16   | 10  | +6   | 17 octobre 1990 (1-0) à Porto            | 9 juin 2019 (1-0) à Porto                      |
| Pologne              | 15  | 7   | 5   | 3   | 26   | 15  | +11  | 16 octobre 1976 (0-2) à Porto            | 15 novembre 2024 (5-1) à Porto                 |
| Qatar                | 2   | 2   | 0   | 0   | 6    | 1   | +5   | 4 septembre 2021 (1-3) à Debrecen        | 9 octobre 2021 (3-0) à Loulé                   |
| Roumanie             | 11  | 5   | 2   | 4   | 11   | 9   | +5   | 13 juin 1965 (2-1) à Lisbonne            | 17 juin 2000 (0-1) à Arnhem                    |
| Russie               | 11  | 7   | 1   | 3   | 15   | 9   | +6   | 28 juillet 1966 (2-1) à Londres          | 21 juin 2017 (0-1) à Moscou                    |
| Serbie               | 13  | 6   | 4   | 3   | 24   | 23  | +1   | 29 mai 1928 (2-1) à Amsterdam            | 14 novembre 2021 (1-2) à Lisbonne              |
| Slovaquie            | 6   | 5   | 1   | 0   | 11   | 3   | +8   | 14 octobre 1998 (0-3) à Bratislava       | 13 octobre 2023 (3-2) à Porto                  |
| Slovénie             | 2   | 0   | 1   | 1   | 0    | 2   | -2   | 26 mars 2024 (2-0) à Ljubljana           | 1er juillet 2024 (0-0) à Francfort-sur-le-Main |
| Suède                | 21  | 8   | 6   | 7   | 30   | 31  | -1   | 20 novembre 1955 (2-6) à Lisbonne        | 21 mars 2024 (5-2) à Guimarães                 |
| Suisse               | 26  | 10  | 5   | 11  | 40   | 35  | +5   | 1er mai 1938 (1-2) à Milan               | 6 décembre 2022 (6-1) à Lusail                 |
| Tchéquie             | 16  | 8   | 4   | 4   | 19   | 14  | +5   | 24 janvier 1926 (1-1) à Porto            | 18 juin 2024 (2-1) à Leipzig                   |
| Tunisie              | 2   | 0   | 2   | 0   | 3    | 3   | 0    | 12 octobre 2002 (1-1) à Lisbonne         | 28 mai 2018 (2-2) à Braga                      |
| Turquie              | 10  | 8   | 0   | 2   | 22   | 9   | +13  | 18 décembre 1955 (3-1) à Istanbul        | 22 juin 2024 (0-3) à Dortmund                  |
| Ukraine              | 4   | 1   | 1   | 2   | 3    | 4   | -1   | 5 octobre 1996 (2-1) à Kiev              | 14 octobre 2019 (2-1) à Kiev                   |
| Uruguay              | 4   | 2   | 1   | 1   | 7    | 3   | +4   | 26 juin 1966 (3-0) à Lisbonne            | 28 novembre 2022 (2-0) à Lusail                |
| Total                | 692 | 345 | 157 | 190 | 1206 | 778 | +428 | Espagne, 18 décembre 1921 (3-1) à Madrid | Espagne, 8 juin 2025 (2-2) à Munich            |

### Classement FIFA
Le Portugal a connu son meilleur classement FIFA en avril 2010 en atteignant la 3e place puis en 2017 également. Son plus mauvais classement est une 43e place atteinte en août 1998. Le Portugal a enregistré sa meilleure progression lors du mois de janvier 1999 avec un gain de 19 places et le Portugal a enregistré son plus fort recul au cours du mois de septembre 1995, avec la perte de 15 places au classement mondial. Depuis sa création, le classement moyen du Portugal se situe autour du 11e rang. 
| Année               | 1993 | 1994 | 1995 | 1996 | 1997 | 1998 | 1999 | 2000 | 2001 | 2002 | 2003 | 2004 | 2005 | 2006 | 2007 | 2008 | 2009 | 2010 | 2011 | 2012 |
| ------------------- | ---- | ---- | ---- | ---- | ---- | ---- | ---- | ---- | ---- | ---- | ---- | ---- | ---- | ---- | ---- | ---- | ---- | ---- | ---- | ---- |
| Classement mondial  | 20   | 20   | 16   | 13   | 30   | 36   | 15   | 6    | 4    | 11   | 17   | 9    | 10   | 8    | 8    | 11   | 5    | 8    | 7    | 7    |
| Classement européen | 15   | 15   | 12   | 10   | 16   | 18   | 12   | 4    | 2    | 7    | 12   | 6    | 6    | 6    | 6    | 10   | 4    | 5    | 5    | 5    |
| Année               | 2013 | 2014 | 2015 | 2016 | 2017 | 2018 | 2019 | 2020 | 2021 | 2022 | 2023 | 2024 | 2025 | 2026 | 2027 | 2028 | 2029 | 2030 | 2031 | 2032 |
| Classement mondial  | 5    | 7    | 7    | 8    | 3    | 6    | 7    | 5    | 8    | 9    | 7    | 6    |      |      |      |      |      |      |      |      |
| Classement européen | 3    | 4    | 4    | 4    | 2    | 5    | 5    | 4    | 6    | 7    | 5    | 4    |      |      |      |      |      |      |      |      |

| Légende du classement mondial : | 1er | 2e | 3e | de 4 à 25 | de 26 à 50 | de 51 à 209 |

| Légende du classement européen : | 1er | 2e | 3e | de 4 à 15 | de 16 à 30 | de 31 à 54 |